# Mesophaea lachrymosa
Mesophaea lachrymosa är en skalbaggsart som beskrevs av Francis Polkinghorne Pascoe 1869. Mesophaea lachrymosa ingår i släktet Mesophaea och familjen långhorningar.
Artens utbredningsområde är Sarawak. Inga underarter finns listade i Catalogue of Life.